# 瓦托派季乌修道院
瓦托派季乌修道院 (希臘語：Βατοπέδι；英语：Holy and Great Monastery of Vatopedi) 是希腊阿索斯山的一个东正教修道院，由三位来自哈德良堡的修士亚他那修、尼古拉和安东尼建于10世纪下半叶。
修道院内的大部分建筑建于拜占庭帝国时期，在18-19世纪达到最高峰。今天修道院有120多名修士。

## 建筑物
- 圣母领报教堂
- 食堂
- 拜占庭时期的钟楼
- 图书馆

## 珍宝
瓦托派季乌修道院拥有圣母的腰带、金口若望的颅骨、一个圣杯以及以及许多圣像，其中包括七幅圣母像。图书馆藏有2000件手稿和35,000本印刷书籍，其中包括托勒密的地理著作和早期地图。

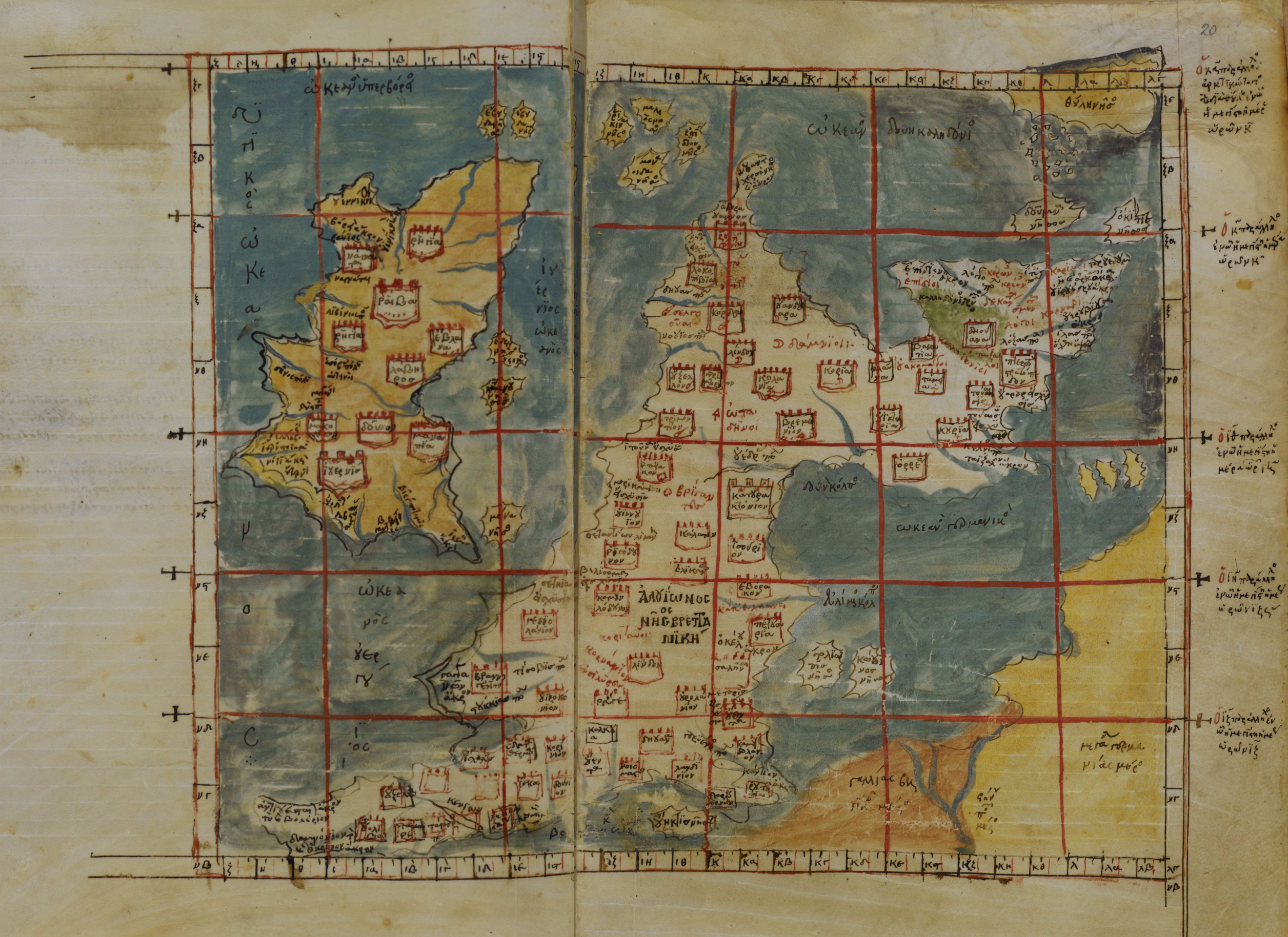
14世纪不列颠群岛地图